# Marie Élise Andreoli
Marie Élise Andreoli (Agugliaro, 10 juillet 1861 – Rovigo, 1er décembre 1935) est une religieuse italienne fondatrice des Servantes de Marie Réparatrices et reconnue vénérable par l'Église catholique.

## Biographie
Elle naît à Agugliano le 10 juillet 1861. Alors qu'elle est encore jeune, son père abandonne la famille ; sa mère s'installe en 1866 chez son frère à Este dans la province de Padoue ; par la suite, elle la confie aux canossiennes de Venise pour terminer ses études supérieures. À 17 ans et diplômée, Elle ressent le désir de se consacrer à Dieu et à l'éducation des jeunes filles.
Elle se rapproche de la spiritualité des Servites de Marie et elle passe une courte période parmi les Servantes de Marie de Galeazza. Elle se rend ensuite avec sa mère à Vidor où vient de se créer une nouvelle communauté vouée à l'enseignement mais les deux femmes se rendent vite compte de la précarité de la nouvelle fondation.
Voulant toujours suivre la spiritualité des Servites, Élise, sa mère et deux autres compagnes font leur profession religieuse le 12 juillet 1900 dans le Tiers-Ordre des Servites de Marie, avec le consentement du curé et de l'évêque. En 1902, Élise ouvre une maison à Adria pour les orphelins. La congrégation des Servantes de Marie est reconnue le 31 mars 1903 par l'évêque d'Adria et agrégée à l'ordre des Serviteurs de Marie le 19 janvier 1910. Élise insère la réparation mariale dans la spiritualité de la congrégation, promue à Rovigo par Marie Dolores Inglese. Le 8 décembre 1913, les sœurs prennent donc le nom de Servantes de Marie Réparatrices.
Élise répond avec dévouement aux diverses demandes de l'Église comme l'accueil des mères célibataires, le service infirmier à domicile et dans les hôpitaux. En 1921, elle envoie ses sœurs au Brésil et obtient l'approbation pontificale le 24 mars 1931. Dans les dernières années de sa vie, elle souffre de néphrite hémorragique et meurt à Rovigo le 1er décembre 1935.

## Culte
Le procès diocésain informatif se déroule de 1965 à 1971, il est ensuite transféré à la Congrégation pour la Cause des Saints. Son corps est conservé à la maison-mère d'Adria. Elle est reconnue vénérable le 10 décembre 2010 par Benoît XVI.